# Exsul immeritus blas valera populo suo

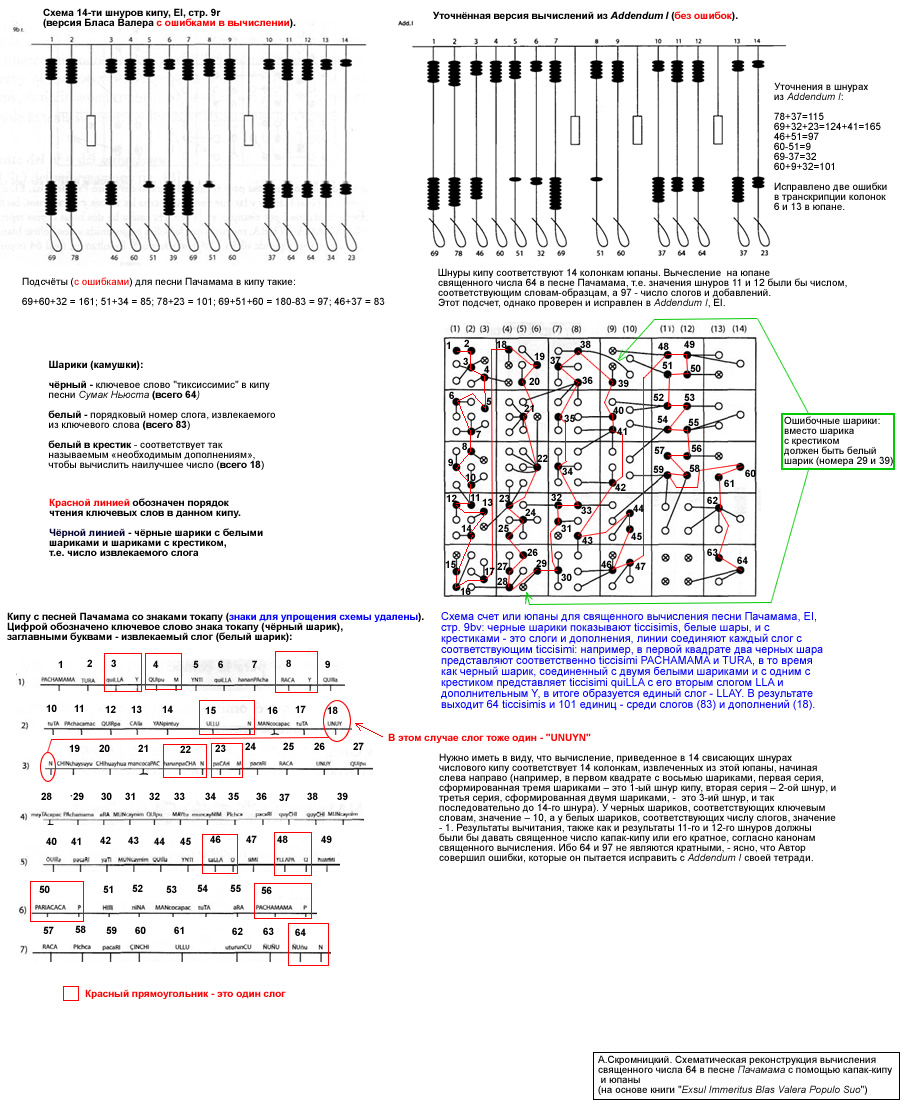
Юпана інків з книги «Exsul immeritus blas valera populo suo»

Exsul immeritus blas valera populo suo (Невинний Блас Валера своєму народові Тавантинсую) — «записна книжка» єзуїта про історію інків XVI ст. й про колоніальне Перу XVII ст. Унікальність документа полягає у використанні шифру єзуїтів і в дешифруванні начебто «інкських» кіпу, юпани, знаків токапу й топографічних секес. Найбільш правдоподібно, що автором є Блас Валера (1545–1597 або 1618). Дата написання близько 1618 року.

## Дослідження
Разом з «Historia et rudimenta linguae piruanorum» була видана у Болоньї (Італія) у 2007 році дослідницею Університету Болоньї Луарою Лауренсіч Мінеллі, хоча історія віднайдення цих документів та їхнє дослідження бере початок ще з 1981 року, коли вони були знайдені в італійському сімейному архіві Клари Міччінеллі. Саме за прізвищем власниці обидва рукописи отримали назву «Документи Міччінеллі» (або «Неаполітанські документи»).
У вересні 1999 р.у Римі Луаренсіч Мінеллі на конференції «Гуаман Пома де Айяла та Блас Валера: Андська традиція і Колоніальна історія» представила документи науковцям, але лише на короткий час та під склом. Тоді ж були представлені технічні експертизи документів (радіовуглецевий аналіз, хімічний аналіз паперу та чорнил, аналіз за допомогою електронного мікроскопа).

## Мова
Складений документ переважно латиною та кечуа, меншою мірою — іспанською мовою.

## Характеристика
Нотатки мають розмір 24×18 см і складена з 11 аркушів, зшитих по середині 2 досить добре збереженими швами в зошит: один — 3 см біля основи й інший — 2,5 см від верху записника, утворюючи 22 сторінки на тому ж папері, на якій списано і розмальовано 19 сторінок.
У зошиті Бласа Валера передаються історичні факти імперії Тауантінсую, звичаї, традиції, культура інків. Завдяки цій праці вчені довідалися про додаткові відомості про цивілізацію Тіауанако. На думку деяких вчених нотатками Валера міг користуватися хроніст Інка Ґарсіласо де ла Веґа.

## Структура
Зошит Валера складається з: «Передмови», короткої біографії автора, Звернення до Ігнасіо де Лойоли, «Мої праці», «Моя мова». Основні частини: «Веселка; сонце; королівські кіпу», «Складова королівського кіпу», «Числові кіпу і юпана», «Набор ліній [секекуна]».

## Додатки
Загалом має 7 додатків У ролі додатків до зошита йдуть текстильні матеріали, потаємні кишені й медальйони, що містили історично важливі документи: уривок листа Христофора Колумба, лист конкістадора Франсіско де Чавеса від 5 серпня 1533 p., контракт єзуїтів з «хроністом» Гуаманом Пома де Айяла (1539–1616) від 16 лютого 1614 p., та різні малюнки. Важливим у 7 додаток, де розкривається система інкського правосуддя.